# Programa de Bad Godesberg
El programa de Bad Godesberg (en alemany: Godesberger Programm), també anomenat programa de Godesberg, va ser un manifest que va marcar el canvi d'orientació política i ideològica del Partit Socialdemòcrata d'Alemanya (SPD) en la segona meitat del segle XX. Va ser ratificat el 15 de novembre de 1959 al congrés del partit en Bad Godesberg, llavors municipi independent però actualment un districte de Bonn.
El document representava un canvi transcendental en els objectius del SPD i acabaria influint en tota la socialdemocracia europea. L'SPD va abandonar formalment el marxisme, renunciant a «proclamar últimes veritats», i identificant completament socialisme amb democràcia. El programa rebutjava també la nacionalització com a principi principal del socialisme. Així, l'SPD es va proposar crear un «nou ordre econòmic i social» conforme amb «els valors fonamentals del pensament socialista» —«la llibertat, la justícia, la solidaritat i la mútua obligació derivada de la comuna solidaritat»— i que no es considerava incompatible amb l'economia de mercat i la propietat privada. Es desmarcava per complet del Partit Socialista Unificat d'Alemanya i trencava amb la tradició del SPD per tal d'arribar a una massa de votants transversal. En realitat bona part dels canvis ja s'havien anat introduint en els textos i discursos del partit en els anys anteriors, però l'SPD va aprofitar el congrés per llançar-los públicament per tal de renovar la imatge del partit. El president de la comissió socialdemòcrata que va supervisar el nou text va ser Willi Eichler (1896-1971).
El programa de Godesberg es va mantindre vigent fins al 20 de desembre de 1989, amb l'aprovació del «programa de Berlín» en els primers compassos de la reunificació alemanya.

## Història
El Programa de Godesberg va eliminar les polítiques marxistes ortodoxes de l'ideari del partit i l'SPD va redefinir la seua ideologia com freiheitlicher Sozialismus (socialisme liberal). L'SPD el va substituir per un socialisme ètic basat en l'humanisme i va destacar la vessant democràtica, pragmàtica i reformista. La decisió més controvertida del Programa de Godesberg va ser la declaració que afirmava que la propietat privada dels mitjans de producció podia "reclamar protecció per part de la societat sempre que no obstaculitze l'establiment de la justícia social".
En acceptar els principis del lliure mercat, l'SPD va argumentar que un mercat veritablement lliure hauria de ser de fet un mercat regulat per no degenerar en oligarquia. La política també significava l'aval de la gestió econòmica keynesiana, el benestar social i un cert grau de planificació econòmica. Alguns estudiosos argumenten que es tractava d'un abandonament de la concepció clàssica del socialisme que implicava la substitució del sistema econòmic capitalista. Va declarar que l'SPD "ja no considerava la nacionalització el principi principal d'una economia socialista, sinó només un dels diversos (i després només l'últim) mitjans per controlar la concentració econòmica del poder de les indústries clau" alhora que comprometia l'SPD a una posició econòmica que promoguera "la màxima competència possible, tanta planificació com siga necessària". La decisió d'abandonar la política anticapitalista tradicional va enfadar molts de l'SPD que l'havien donat suport.
Després dels canvis, l'SPD va promulgar els dos pilars principals del que esdevindria el programa socialdemòcrata modern, és a dir, fer del partit un partit d'arreplega, en lloc d'un partit que representava únicament la classe treballadora i abandonar les polítiques marxistes restants destinades a destruir el capitalisme i substituir-les amb polítiques orientades a reformar el capitalisme. El Programa Godesberg va divorciar la concepció del socialisme del marxisme, declarant que el socialisme democràtic a Europa estava "arrelat en l'ètica cristiana, l'humanisme i la filosofia clàssica". El Programa de Godesberg va ser una revisió important de les polítiques de l'SPD i va guanyar atenció des de més enllà d'Alemanya. En el moment de ser adoptat, la postura sobre el Programa de Godesberg a la veïna França no era uniforme. Mentre la Secció Francesa de la Internacional Obrera estava dividida sobre el Programa, el Partit Socialista Unificat va denunciar el Programa de Godesberg com una renúncia al socialisme i una reacció oportunista a les derrotes electorals de l'SPD.
El programa de Godesberg també va ser notable perquè el partit va abandonar i rebutjar les teories marxistes sobre el conflicte de classes i la revolució. Això era coherent amb el revisionisme marxista d'Eduard Bernstein. En adoptar el Programa, l'SPD va deixar caure la seua hostilitat al capitalisme que durant molt de temps havia estat el nucli de la ideologia del partit i va intentar anar més enllà de l'antiga base de classe treballadora per abraçar tot l'espectre de votants potencials, adoptant una ideologia política basada en apel·lacions ètiques. No obstant això, es van adherir a l'anàlisi marxista proposada per socialdemòcrates com Bernstein que el socialisme sorgiria com a resultat de l'evolució del capitalisme. En aquell sentit, s'ha vist que el Programa Godesberg implica la victòria final de l'agenda reformista de Bernstein sobre l'agenda marxista ortodoxa de Karl Kautsky.
Els sindicats havien abandonat les velles demandes de nacionalització i, en canvi, van cooperar cada cop més amb la indústria, aconseguint representació laboral als consells d'administració de les empreses i augments de salaris i beneficis. Després de perdre les eleccions federals de 1953 i 1957, l'SPD es va moure cap a una estratègia electoral impulsada per la imatge a l'estil nord-americà que va posar èmfasi en personalitats, concretament en l'alcalde de Berlín, Willy Brandt. Mentre es preparava per a les eleccions federals de 1961, també va resultar necessari abandonar l'oposició al rearmament i acceptar l'OTAN. El Programa de Godesberg va ser substituït el 1989 pel Programa de Berlín, resolt al congrés del partit celebrat el 20 de desembre de 1989 a Berlín.